# آندانته اسپیاناتو و گراند پلونز بریلیانت
آندانته اسپیاناتو و گراند پلونز بریلیانت در گام می بمل ماژور، شماره اثر ۲۲، توسط فردریک شوپن بین سال های ۱۸۳۰ و ۱۸۳۴ ساخته شد. گراند پولونز بریلیانت در می بمل ماژور که برای پیانو و ارکستر تنظیم شده بود، اولین بار در سال های ۱۸۳۰-۱۸۳۱ نوشته شد. در سال ۱۸۳۴، شوپن یک آندانته اسپیاناتو را در گام سل برای تک‌نوازی پیانو نوشت که آن را به ابتدای قطعه اضافه کرد و دو بخش را با حالتی فانفار مانند به همدیگر پیوند داد. این اثر ترکیبی (هم نسخه ارکستری و هم نسخه پیانو تک‌نوازی) در سال ۱۸۳۶ منتشر و به مادام دِ اِست تقدیم شد.

## در فرهنگ عامه
سکانس پایانی فیلم پیانیست، اجرای ارکسترال این اثر، با تک‌نوازی بازیگر نقش اول (آدرین برودی) است‌.